# Rhipidolestes laui
Rhipidolestes laui là loài chuồn chuồn trong họ Megapodagrionidae. Loài này được Wilson & Reels mô tả khoa học đầu tiên năm 2003.